# Girano le pale
Girano le pale è un album del gruppo folk Folkabbestia, pubblicato nel 2010.

## Tracce
1. Le colpe di Roman – 3:56
2. Super golpe, gli adepti in tv – 3:59
3. La donna cannone – 4:10
4. Girano le pale – 3:41
5. Questa banda suona il folk – 3:09
6. Mediterraneo – 3:30
7. Cara casta – 3:24
8. La musica popolare – 3:46
9. Woodstock – 3:45
10. Cindecinquande – 4:18
11. Meglio tra le bestie – 3:56